# NASA Institute for Advanced Concepts

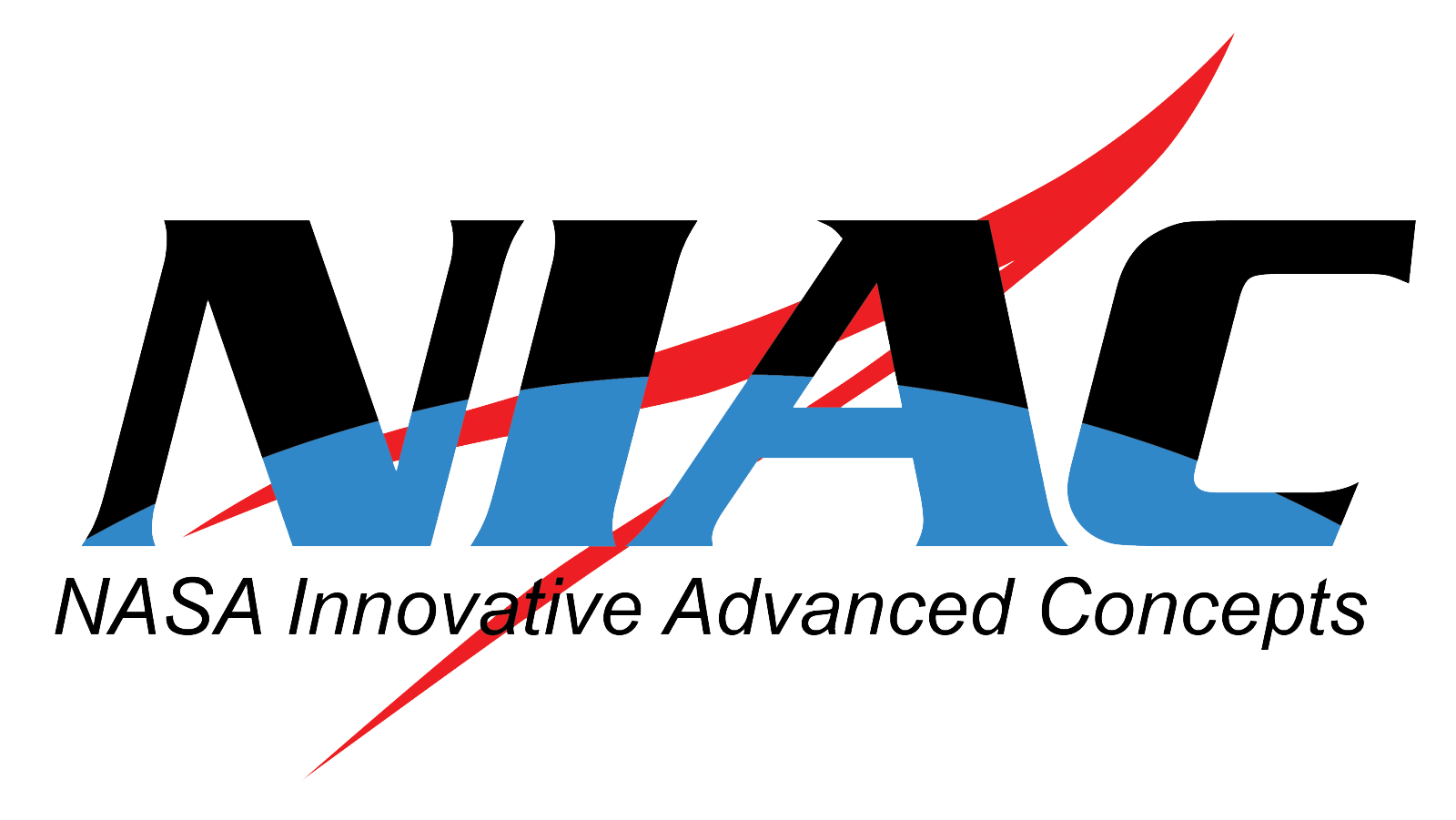
Logo NIAC

Le NASA Institute for Advanced Concepts (NIAC) est un programme financé par la National Aeronautics and Space Administration (NASA) et exploité par l’Universities Space Research Association (BRPC). Son but est de recenser des propositions révolutionnaires en aéronautique et astronautique afin de tester des concepts utiles aux futures missions de la NASA. Chaque projet retenu reçoit un financement  de 100 000 dollars sur un an.
L'ascenseur spatial et la voile magnétique font par exemple partie des projets financés par le NIAC.
Actif de 1998 au 31 août 2007, le programme est relancé en 2011. Trente concepts sont retenus pour la session de 2011.

## Projets sélectionnés
- Diffractive Solar Sail